# Pre-Season Challenge Cup (2008)
Pre-Season Challenge Cup 2008 – czwarta i zarazem ostatnia edycja australijskich rozgrywek pucharowych Pre-Season Challenge Cup została rozegrana w okresie od 19 lipca do 6 sierpnia 2008 roku. Rozgrywki podzielone były na dwa etapy: fazę grupową i fazę pucharową. Triumfatorem rozgrywek została drużyna Melbourne Victory FC, która w finale pokonała zespół Wellington Phoenix FC. Puchar Pre-Season Challenge Cup poprzedził start rozgrywek A-League w sezonie 2008/2009.

## Format rozgrywek
Turniej Pre-Season Challenge Cup został podzielony na dwa etapy: fazę grupową i fazę pucharową. Faza grupowa składała się z dwóch grup po cztery zespoły. Każda z drużyn rozegrała łącznie trzy mecze w systemie kołowym. Faza pucharowa składała się tylko z finału. Do finału awansowały zespołu z 1. miejsc z danych grup.
Zgodnie z decyzją Football Federation Australia część spotkań w ramach rozgrywek Pre-Season Challenge Cup została rozegrana w następujących regionalnych ośrodkach miejskich w Australii: Cessnock, Launceston, Mandurah, Mount Gambier, Port Macquarie, Sunshine Coast i Wollongong.

## Uczestnicy
- Adelaide United
- Central Coast Mariners FC
- Melbourne Victory FC
- Newcastle United Jets
- Perth Glory FC
- Queensland Roar
- Sydney FC
- Wellington Phoenix FC

## Rozgrywki

### Faza grupowa

#### Grupa A
| Lp | Drużyna           | M | Z | R | P | B+ | B– | +/– | Pkt |
| -- | ----------------- | - | - | - | - | -- | -- | --- | --- |
| 1  | Melbourne Victory | 3 | 2 | 0 | 1 | 3  | 2  | +1  | 6   |
| 2  | Adelaide United   | 3 | 1 | 2 | 0 | 2  | 1  | +1  | 5   |
| 3  | Newcastle Jets    | 3 | 0 | 2 | 1 | 1  | 2  | -1  | 2   |
| 4  | Perth Glory       | 3 | 0 | 2 | 1 | 1  | 2  | -1  | 2   |

| 19 lipca 2008 | Perth Glory FC · Trinidad k. 12' | 1 – 1Raport | Newcastle United Jets · 36' Spencer | Hyundai Stadium, Mandurah Widzów: 3 825 Sędzia: Steven Gregory |
|               |                                  |             |                                     |                                                                |

| 20 lipca 2008 | Melbourne Victory FC · Fabiano 8' | 1 – 2Raport | Adelaide United · 32', 90' Cristiano | York Park, Launceston Widzów: 4 720 Sędzia: Ben Williams |
|               |                                   |             |                                      |                                                          |

| 26 lipca 2008 | Newcastle United Jets | 0 – 0Raport | Adelaide United | Baddeley Park, Cessnock Widzów: 2 756 Sędzia: James Lewis |
|               |                       |             |                 |                                                           |

| 26 lipca 2008 | Perth Glory FC | 0 – 1Raport | Melbourne Victory FC · 12' Thwaite | Perth Oval, Perth Widzów: 3 020 Sędzia: Craig Zetter |
|               |                |             |                                    |                                                      |

| 2 sierpnia 2008 | Newcastle United Jets | 0 – 1Raport | Melbourne Victory FC · 82' Pondeljak | Port Macquarie Regional Stadium, Port Macquarie Widzów: 3 133 Sędzia: Stuart Wolfe |
|                 |                       |             |                                      |                                                                                    |

| 2 sierpnia 2008 | Adelaide United | 0 – 0Raport | Perth Glory FC | Vansittart Park, Mount Gambier Widzów: 2 500 Sędzia: Kevin Docherty |
|                 |                 |             |                |                                                                     |

#### Grupa B
| Lp | Drużyna                | M | Z | R | P | B+ | B– | +/– | Pkt |
| -- | ---------------------- | - | - | - | - | -- | -- | --- | --- |
| 1  | Wellington Phoenix     | 3 | 2 | 1 | 0 | 5  | 3  | +2  | 7   |
| 2  | Central Coast Mariners | 3 | 2 | 0 | 1 | 5  | 2  | +3  | 6   |
| 3  | Sydney FC              | 3 | 1 | 0 | 2 | 4  | 7  | -3  | 3   |
| 4  | Queensland Roar        | 3 | 0 | 1 | 2 | 3  | 5  | -2  | 1   |

| 19 lipca 2008 | Sydney FC · Payne 54' · Prentice 59' | 2 – 1Raport | Queensland Roar · 49' van Dijk | Campbelltown Stadium, Sydney Widzów: 4 222 Sędzia: Matthew Breeze |
|               |                                      |             |                                |                                                                   |

| 20 lipca 2008 | Wellington Phoenix FC · Daniel 72' | 1 – 0Raport | Central Coast Mariners FC | Westpac Stadium, Wellington Widzów: 4 853 Sędzia: Michael Hester |
|               |                                    |             |                           |                                                                  |

| 27 lipca 2008 | Queensland Roar · van Dijk 18' | 1 – 1Raport | Wellington Phoenix FC · 74' Kwasnik | Sunshine Coast Stadium, Sunshine Coast Widzów: 3 832 Sędzia: Regis Queffelec |
|               |                                |             |                                     |                                                                              |

| 27 lipca 2008 | Central Coast Mariners FC · Porter 43' · Petrovski 60' · Mrdja 68' | 3 – 0Raport | Sydney FC | Central Coast Stadium, Gosford Widzów: 7 107 Sędzia: Chris Beath |
|               |                                                                    |             |           |                                                                  |

| 2 sierpnia 2008 | Sydney FC · Brosque 16' · Fyfe 36' | 2 – 3Raport | Wellington Phoenix FC · 57' Hearfield · k. 62' Smeltz · 82' Gao | Wollongong Showground, Wollongong Widzów: 6 124 Sędzia: Strebre Delovski |
|                 |                                    |             |                                                                 |                                                                          |

| 3 sierpnia 2008 | Queensland Roar · Zullo 51' | 1 – 2Raport | Central Coast Mariners FC · 29' Elrich · 32' Macallister | Perry Park, Brisbane Widzów: 3 241 Sędzia: Peter Green |
|                 |                             |             |                                                          |                                                        |

### Finał
| 6 sierpnia 2008                                                                    | Wellington Phoenix FC | 0 – 0 (dog.) k. 7:8Raport                                                       | Melbourne Victory FC | Westpac Stadium, Wellington Widzów: 9 208 Sędzia: Peter O’Leary |
|                                                                                    |                       |                                                                                 |                      |                                                                 |
|                                                                                    |                       | Rzuty karne                                                                     |                      |                                                                 |
| Smeltz · Bertos · Hearfield · Coveny · Daniel · Ferrante · McKain · Johnson · Dodd |                       | Vargas · Pondeljak · López · Ward · Hernández · Ryall · Allsopp · Kemp · Berger |                      |                                                                 |

| Zdobywca Pre-Season Challenge Cup 2008   |
| ---------------------------------------- |
| Melbourne Victory FC 1. tytuł w historii |